# Frank Sinclair
Frank Mohammed Sinclair (sinh 3 tháng 12 năm 1971) là một cựu cầu thủ và huấn luyện viên bóng đá. Trong giai đoạn 2013 tới 2015, ông là cầu thủ kiêm huấn luyện viên tại Colwyn Bay, sau đó tới Hednesford Town, bị sa thải chỉ sau 3 tháng nắm quyền trước khi được bổ nhiệm lại sau đó rồi bị sa thải vào tháng Tư.
Sinclair, một hậu vệ có phần lớn thời gian thi đấu tại Premier League cho cả Chelsea và Leicester City. Ông cũng thi đấu chuyên nghiệp cho West Bromwich Albion, Burnley, Huddersfield Town, Lincoln City, Wycombe Wanderers, Wrexham và Hendon.
Sinh ra tại Anh, nhưng với những lần thi đấu tại Premier League khiến ông được lựa chọn vào tuyển Jamaica nơi có 28 lần khoác áo trong đó có cả tại FIFA World Cup 1998.

## Danh hiệu
Chelsea
- FA Cup: 1996–97
- League Cup: 1997–98

Leicester City
- League Cup: 1999–2000

7Waves FC
- Wirral Radio Charity Cup: 2014